# フィジー語
フィジー語（フィジーご、フィジー語: Na vosa vaka-Viti）は、フィジーで話される言語。オーストロネシア語族、メラネシア語派に属す。第一言語としての話者は35万人、第二言語としての話者は20万人。1997年にフィジー協会が発足し、英語、ヒンディー語にならんで国語としての独立の運動を行っている。

## 文字と発音
ラテン文字を用いる

### 母音
- 短母音：a,e,i,o,u
- 長母音：ā,ē,ī,ō,ū、辞書、教材以外では上に棒（長音符）をつけない
- 二重母音：ai,ei,oi,au,eu,ou,iu

### 子音
他の言語の表記とは大きく異なる。特に有声音の前に軽い鼻音が出現するのは大きな特徴である。
- b [mb]
- c [ð]
- d [nd]
- dr [nr]
- f [f]
- g [ŋ]
- h [x]
- j [tʃ]
- k [k]
- l [l]

- m [m]
- n [n]
- p [p]
- q [ŋg]
- r [r] - いわゆる「巻き舌のr」
- s [s]
- t [t]
- v [β]
- w [w]
- y [j]

アクセントは長音（長母音と二重母音）がある場合はそこに来る。短母音だけの語の場合は語末から二番目にアクセントが来る。長い語では末尾の要素のアクセントが主になる。

## 文法

### 語順
SVO型である。
主語が代名詞のときは主語-動詞、主語が名詞のときは動詞-主語という語順になる。
時制は時制を表す標識を動詞の前におく。
au ā rai-ci koya.（私 過去の標識 見る―他動詞化 彼を）
「私は彼を見た。」
au sā rai-ci koya.（私 現在の標識 見る―他動詞化 彼を）
「私は彼を見る。」
na tau na uca.（未来の標識 降る 定冠詞 雨）
「雨が降るだろう。」
否定文は、否定の語句 sega ni を代名詞（時制を表す標識）と動詞の間におく。
au ā sega ni rai-ci koya.（私 過去の標識 否定 見る―他動詞化 彼を）
「私は彼を見なかった。」

### 形容詞句
形容詞（独立性の低い名詞）は、名詞に後置される。
na vale levu（定冠詞 家 大きい）「大きい家」
na vale kau （定冠詞 家 木）　　「木の家」
同等の名詞は ni でつなげる。
na dela ni vale　「家の頂上」
ただし、固有名詞の前では、例外的に、通常の所有は nei、身体部位、親族は i によって結合する。
na i-vola nei Tomasi　「トマスの本」
na ulu i Tomasi　　　　「トマスの頭」

### 形態論
接頭辞、接尾辞をもつ

#### 接頭辞
- vaka- 使役化（通常は接尾辞の -taka(他動詞化)とセットで使われる）

vaka-dodonu-taka「正す」　（dodonu「正しい」）
また、この vaka- は形容詞化、副詞化としても使われる。
vaka-Viti 「フィジーの、フィジー風に」
vika-vinaka「良く」　（vinaka「良い」）
- ca-, ka-,ra-,ta-,lau- 偶発的受動 ta-sova「こぼれた」　（ sova「注ぐ」）

ra-mudu, ka-musu「折れた」　（ musu「壊す」）
これらの選択には規則性がない
- ya-　配分 ya-dua「一つずつ」（ dua「1」）

- i-　動詞を名詞化する i-vola「本」（ vola「書く」）

#### 接尾辞
＊-a,-ca,-ga,-ka,-ma,-na,-ra,-ta,-va,-ya,および-haka,-kaka,-laka,-maka,-naka,-raka,-taka,-vaka
　
他動詞化（これらもどれがどの動詞につくかの選択に規則性はない）
cina「照明」：cina-va 「照らす」
rere「怖い」：rere-vaka「恐れる」
動詞の目的語が、固有名詞、人称代名詞であるとき、-a を-i に変え、-ca,-caka は-ci,-caki などのようになる。
ena dau nanu-mi Viti.（彼＋未来の標識 いつも 想う(他) フィジーを）
「彼はいつもフィジーのことを想っている。」

### 人称代名詞
一人称主語（双数以上）に包括型と排除型をもつ。
一人称双数形包括 edaru  排除 keirau
一人称三数形包括 edatou(datou)  排除 keitou
一人称複数形包括 eda(da)　排除 keimami
三人称単数の主語形がなく、また人称に男女の区別はない。
代名詞形は無生物の名詞には適用できないなどの特徴がある。

### 被所有物への範疇化
メラネシア語派的な特徴として、被所有物への範疇化が行われ、範疇が異なるとそれに合わせて所有代名詞の形が変わる。
被所有物が食べ物であれば範疇II、飲み物であればIII、身体部位や親族であればIV、それ以外（中立）のものはIに分類される。
I na nona vale「彼の家」　　（nona 彼の vale 家）
II na kena uvi「彼のヤムイモ」（mena 彼の　uvi ヤムイモ）
III na mena tī「彼の茶」　　　（kena　彼の　tī 茶）
IV na ulu-na　「彼の頭」　　　（-na 彼の　ulu 頭）
これにより、
na nona yaqona 「彼の（栽培した、売るための）カヴァノキ」
na mena yaqona 「彼の（飲むための）カヴァ」
のように、所有代名詞の違いで名詞を形容することができる。